# ادیگالی
ادیگالی (انگلیسی: Ediglê؛ زادهٔ ۱۳ مهٔ ۱۹۷۸) بازیکن فوتبال اهل برزیل است.
از باشگاه‌هایی که در آن بازی کرده‌است می‌توان به باشگاه ورزشی اینترناسیونال و باشگاه ورزشی ماریتیمو اشاره کرد.